# Bàdminton als Jocs Olímpics d'estiu de 2012
Als Jocs Olímpics d'Estiu de 2012, realitzats a la ciutat de Londres (Anglaterra, Regne Unit), es disputaren cinc proves de bàdminton, dues en categoria masculina, dues en categoria femenina i una en categoria mixta.
La competició tingué lloc entre els dies 28 de juliol i 5 d'agost al Wembley Arena.

## Calendari
| P | Preliminars | R | Ronda de setzens de final | ¼ | Quarts de final | ½ | Semifinals | F | Final |

| Data →             | 28 juliol | 28 juliol | 28 juliol | 29 juliol | 29 juliol | 29 juliol | 30 juliol | 30 juliol | 30 juliol | 31 juliol | 31 juliol | 31 juliol | 1 agost | 1 agost | 1 agost | 2 agost | 2 agost | 2 agost | 3 agost | 3 agost | 4 agost | 4 agost | 5 agost | 5 agost |
| Prova ↓            | M         | T         | V         | M         | T         | V         | M         | T         | V         | M         | T         | V         | M       | T       | V       | M       | T       | V       | M       | T       | M       | T       | M       | T       |
| ------------------ | --------- | --------- | --------- | --------- | --------- | --------- | --------- | --------- | --------- | --------- | --------- | --------- | ------- | ------- | ------- | ------- | ------- | ------- | ------- | ------- | ------- | ------- | ------- | ------- |
| Individual masculí | P         | P         | P         | P         | P         | P         | P         | P         | P         | P         | P         | P         | R       | R       | R       |         |         | ¼       |         | ½       |         |         |         | F       |
| Equips masculins   | P         | P         | P         | P         | P         | P         | P         | P         | P         | P         | P         | P         |         |         |         | ¼       |         |         |         |         |         | ½       |         | F       |
| Dobles mixtos      | P         | P         | P         | P         | P         | P         | P         | P         | P         | P         | P         | P         | ¼       | ¼       |         |         | ½       |         |         | F       |         |         |         |         |
| Individual femení  | P         | P         | P         | P         | P         | P         | P         | P         | P         | P         | P         | P         | R       | R       | R       |         | ¼       |         | ½       |         |         | F       |         |         |
| Equips femenins    | P         | P         | P         | P         | P         | P         | P         | P         | P         | P         | P         | P         |         |         | ¼       |         |         | ½       |         |         |         | F       |         |         |

## Resum de medalles

### Categoria masculina
| Proves             | Or                                  | Plata                                   | Bronze                                    |
| Individual detalls | Lin Dan (CHN)                       | Lee Chong Wei (MAS)                     | Chen Long (CHN)                           |
| Dobles detalls     | R.P. de la XinaCai Yun · Fu Haifeng | DinamarcaMathias Boe · Carsten Mogensen | Corea del SudJung Jae-sung · Lee Yong-dae |

### Categoria femenina
| Proves             | Or                                     | Plata                            | Bronze                                |
| Individual detalls | Li Xuerui (CHN)                        | Wang Yihan (CHN)                 | Saina Nehwal (IND)                    |
| Dobles detalls     | R.P. de la XinaTian Qing · Zhao Yunlei | JapóMizuki Fujii · Reika Kakiiwa | RússiaValeria Sorokina · Nina Vislova |

### Categoria mixta
| Proves         | Or                                     | Plata                           | Bronze                                                 |
| Dobles detalls | R.P. de la XinaZhang Nan · Zhao Yunlei | R.P. de la XinaXu Chen · Ma Jin | DinamarcaJoachim Fischer Nielsen · Christinna Pedersen |

## Medaller
| Pos.  | País            | Or | Plata | Bronze | Total |
| 1     | R.P. de la Xina | 5  | 2     | 1      | 8     |
| 2     | Dinamarca       | 0  | 1     | 1      | 2     |
| 3     | Japó            | 0  | 1     | 0      | 1     |
| 3     | Malàisia        | 0  | 1     | 0      | 1     |
| 5     | Corea del Sud   | 0  | 0     | 1      | 1     |
| 5     | Índia           | 0  | 0     | 1      | 1     |
| 5     | Rússia          | 0  | 0     | 1      | 1     |
| Total | Total           | 5  | 5     | 5      | 15    |